# Jean Gaudaire-Thor
Pour les articles homonymes, voir Gaudaire et Thor.
Jean Gaudaire-Thor, né le 16 octobre 1947 à Sens, est un peintre français.

## Biographie
Jean Gaudaire-Thor naît le 16 octobre 1947 à Sens.
Peintre prolifique, en 1962 il est lauréat du Salon des Artistes Français à Paris. De 1973 à 1976, il participe au Salon des Réalités Nouvelles à Paris.

## Expositions
- Six peintres français - Philippe Charpentier, Jean Gaudaire-Thor, Tony Soulié, Jean-Louis Kolb, Fanck Moëglen, Dominique Thiolat, Umrtnodtna Galerija, Maribor et Mestna Galerija, Ljubljana, novembre-décembre 1995.